# Vierge à l'Enfant, Saint Jean et Deux Anges
Vierge à l'Enfant, Saint Jean et Deux Anges est un tableau réalisé vers 1505 par le peintre italien Le Pérugin. De format vertical, cette peinture à l'huile sur panneau de bois est une Madone qui représente Marie, le petit saint Jean le Baptiste et deux anges à genoux dans un paysage près de l'Enfant Jésus, qui fait le signe de bénédiction, assis dans l'angle inférieur droit de la composition. 
Le tableau est signé Petrus Perusinus pinxit en bas à gauche sous le pied de saint Jean. 
L'œuvre est conservée depuis 1803 au musée des Beaux-Arts de Nancy, à Nancy, en Meurthe-et-Moselle.